# Anne Teresa De Keersmaeker
Anne Teresa, Baronesa De Keersmaeker (Malinas, 11 de junio de 1960) es una bailarina y coreógrafa belga.

## Biografía
Ella es una de las mayores figuras de la danza contemporánea belga y mundial. En 1983, creó la compañía Rosas, en la que ha sido el desarrollo de su lenguaje coreográfico propio con más de 35 coreografías en su haber hasta el momento. Anne Teresa De Keersmaeker toma la dirección coreográfica del teatro de  La Monnaie en Bruselas desde 1992 hasta 2007 y en 1995 fundó una escuela de danza contemporánea de las más importantes, PARTS.
Pertenece, desde 1998, a la Real Academia Flamenca de Ciencias y Artes de Bélgica.